# Pirit
Pirit ali železov kršec (FeS2) je znan mineral, po nastanku je magnetna spojina.

## Poimenovanje
Poimenovan je po grški besedi pyrites, ki pomeni kresilnik, koren besede pa je pyr in pomeni ogenj. Poznan je tudi pod pregovorom »Ni vse zlato, kar se sveti«.

## Uporaba
Pirit v železarstvu ni pomemben. Uporablja se ga predvsem za pridobivanje žveplove kisline, ostanke pa za izdelavo barv.

## Nahajališča
Pirit je razširjen sulfid, zato pojavlja se v različnih okoljih in je splošno razširjen po svetu. Najdemo ga v magmatskih, sedimentnih in metamorfnih kamninah. Pirit lahko nastane ob razpadu organskih ostankov in redukciji sulfatov na mehkih sedimentih. V Sloveniji najdemo pirit predvsem v Dolžanovi soteski, Žirovskem vrhu in Blagovici, obstaja pa več 10 drugih nahajališč.